# Vela ai Giochi della X Olimpiade
Le competizioni di vela ai Giochi della X Olimpiade si sono svolte nei giorni dal 5 al 12 agosto 1932 al Porto di Los Angeles.
Rispetto all'edizione precedente di Amsterdam 1928, per la classe Olympic Monotype il Dinghy 12 piedi è stato sostituito dallo Snowbird mentre fa la sua apparizione la classe Star.

## Podi
| Evento              | Oro | Perform. | Argento                                                                                  | Perform. | Bronzo                                                            | Perform.      |
| Snowbird (dettagli) | Jacques Lebrun | 87       | Bob Maas                                                                                 | 85       | Santiago Amat                                                     | 76            |
| Star (dettagli)     | Stati Uniti Andrew Libano Gilbert Gray | 46       | Gran Bretagna George Colin Ratsey Peter Jaffe                                            | 35       | Svezia Daniel Sundén-Cullberg Gunnar Asther                       | 28            |
| 6 metri (dettagli)  | Svezia Martin Hindorff Olle Åkerlund Tore Holm Åke Bergqvist | 18       | Stati Uniti Charles Smith Donald Douglas Frederic Conant Robert Carlson Temple Ashbrook  | 12       | Canada Gardner Boultbee Gerald Wilson Kenneth Glass Philip Rogers | 4             |
| 8 metri (dettagli)  | Stati Uniti Alphonse Burnand John Biby John Huettner Carl Dorsey Owen Churchill Pierpont Davis Robert Sutton Thomas Webster William Cooper Richard Moore Alan Morgan Kenneth Carey | 8        | Canada Ernest Cribb George Gyles Harry Jones Hubert Wallace Peter Gordon Ronald Maitland | 4        | Non assegnata                                                     | Non assegnata |

## Medagliere
| Posizione | Paese         | Oro | Argento | Bronzo | Totale |
| --------- | ------------- | --- | ------- | ------ | ------ |
| 1         | Stati Uniti   | 2   | 1       | 0      | 3      |
| 2         | Svezia        | 1   | 0       | 1      | 2      |
| 3         | Francia       | 1   | 0       | 0      | 2      |
| 4         | Canada        | 0   | 1       | 1      | 2      |
| 5         | Gran Bretagna | 0   | 1       | 0      | 1      |
| 5         | Paesi Bassi   | 0   | 1       | 0      | 1      |
| 7         | Spagna        | 0   | 0       | 1      | 1      |
| Totale    | Totale        | 4   | 4       | 3      | 11     |